# Braunston Tunnel
De Braunston Tunnel is een scheepvaarttunnel in Braunston in het Engelse graafschap Northamptonshire. De tunnel maakt deel uit van het Grand Union Canal, dat Londen met Birmingham verbindt.
De tunnel is 1867 m lang, 4,8 m breed en 3,76 m hoog en werd gebouwd door William Jessop. In de tunnel is er geen jaagpad aanwezig. De tunnel wordt beheerd door British Waterways.